# Électricité en Suisse
Pour un article plus général, voir Énergie en Suisse.
Le secteur de l'électricité en Suisse s'appuie principalement sur l'hydroélectricité, car les Alpes couvrent près des deux tiers de la superficie du pays et offrent de nombreux grands lacs de montagne et réservoirs artificiels adaptés à l'énergie hydraulique. Le pays dispose de quatre centrales nucléaires.

## Production
Pour des raisons techniques, il est temporairement impossible d'afficher le graphique qui aurait dû être présenté ici.

La Suisse produit principalement de l'électricité au moyen d'installations hydroélectriques et de centrales nucléaires. En 2022, la production brute d'électricité est assurée à 52,8 % par les installations hydroélectriques, 36,4 % par les centrales nucléaires, 3,1 % par des centrales thermiques classiques (dont 1,4 % fonctionnant avec un combustible renouvelable) et 7,7 % d'énergies renouvelables diverses.

### Politique énergétique
Les « Perspectives énergétiques 2050+ » publiées en 2021 prévoient qu'en 2050 l'électricité sera produite par les centrales hydroélectriques (44,7 TWh, dont 17,2 TWh par les centrales au fil de l'eau, 19 TWh) par les centrales d'accumulation, 1,3 TWh par la petite hydraulique et 1,3 TWh par les centrales de pompage-turbinage), les autres énergies renouvelables (39,1 TWh, dont 33,6 TWh de solaire photovoltaïque, 4,3 TWh d'éolien, 2 TWh de géothermie, 1,2 TWh de biogaz et 0,7 TWh de déchets, moins 3 TWh de réduction de l'injection) et les centrales thermiques fossiles (1,1 TWh).

### Installations hydroélectriques

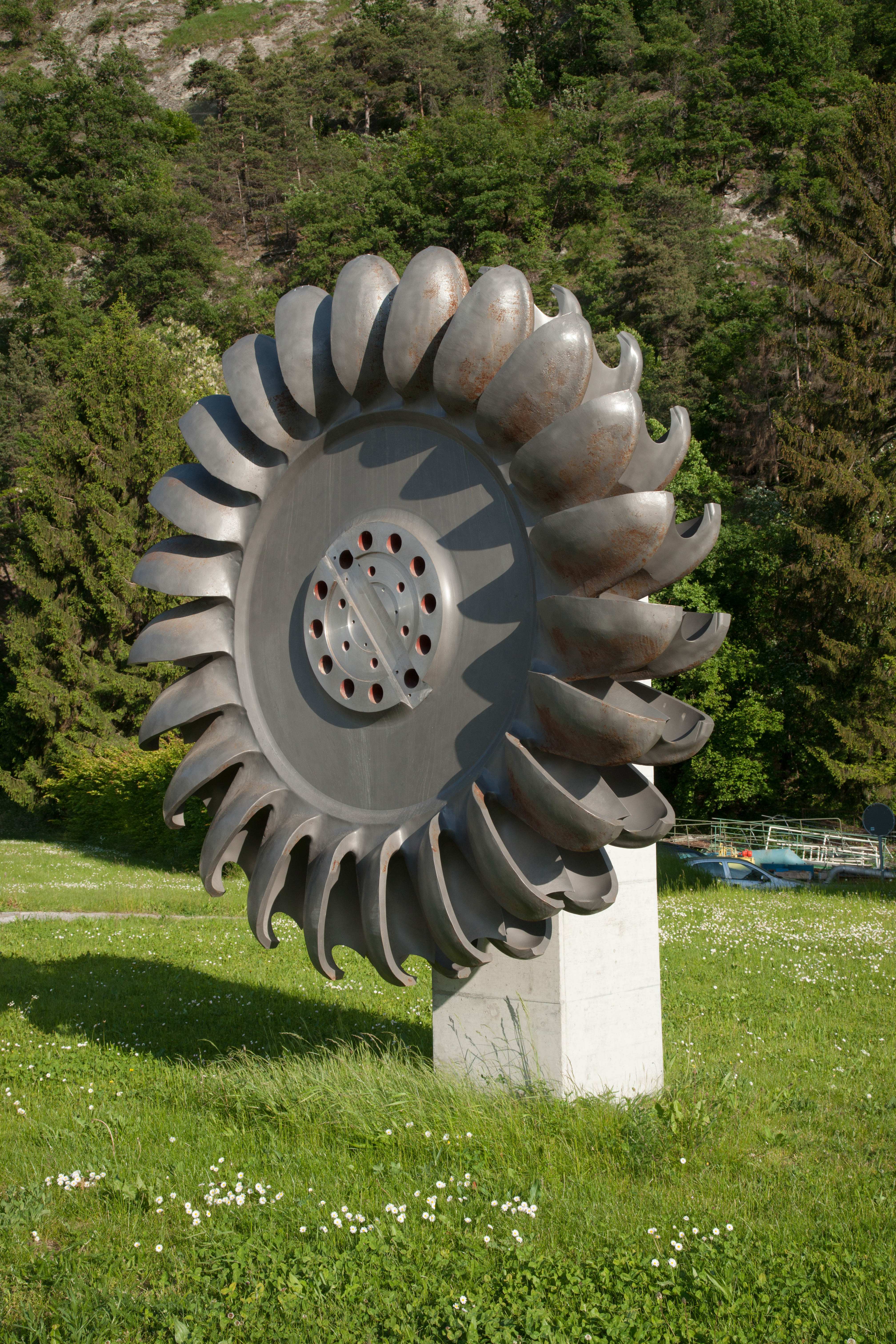
Une turbine Pelton, type de turbine hydraulique utilisée pour des ouvrages d'accumulation. La Grande Dixence dispose de la turbine Pelton la plus puissante au monde.

En 2022, les installations hydroélectriques suisses ont produit 33 501 GWh d'électricité, soit 52,8 % de la production totale d'électricité du pays. Cette production hydroélectrique se répartit entre les centrales au fil d'eau (24,4 %) et les centrales à accumulation (28,4 %).
Fin 2022, la puissance installée du parc hydraulique atteignait 15 613 MW. La production escomptée en 2022/2023 est de 35 840 GWh; soit 37 500 GWh de production des centrales conventionnelles à laquelle on soustrait la production nette par pompage-turbinage (+1 835 GWh par turbinage; −3 495 GWh de consommation du pompage). La puissance prévue en 2028/2029 est de 16 680 MW avec une production escomptée de 35 935 GWh.
Les zones montagneuses ont permis la construction de grandes installations hydroélectriques, ainsi les cantons des Grisons et du Valais sont les principaux producteurs d'hydroélectricité en Suisse, totalisant pratiquement 50 % de la production à eux deux.
Les ouvrages hydroélectriques en Suisse sont de deux types : les barrages d'accumulation et les centrales au fil de l'eau :
- Les barrages d'accumulation (ou barrage supérieur) sont des réservoirs situés en altitude. L'eau est accumulée (stockée) dans cette grande étendue d'eau naturelle ou artificielle (derrière un mur de retenu), constituant donc une réserve d'énergie. Les turbines, situées en contrebas dans la vallée, sont alimentées par des conduites forcées. En fonction de la demande, l'électricité est produite par différence d'altitude (par gravité) entre le barrage supérieur et les turbines. Certaines installations d'accumulation pratiquent le pompage-turbinage. Lors des creux de consommation, l'eau est pompée depuis la vallée pour être remontée en altitude; puis, lors des pics de consommation, cette eau est turbinée.
- Les centrales au fil de l'eau sont situées sur le cours des rivières et l'électricité est générée par le seul débit de ces cours d'eau, sans accumulation. La production instantanée d'électricité est donc tributaire du seul débit instantané du cours d'eau.

La Suisse dispose de 579 centrales d'une puissance égale ou supérieure à 300 kW ; ses aménagements hydroélectriques les plus importants sont :
- Grande Dixence (centrales de Bieudron 1 260 MW, Nendaz 384 MW, Fionnay 300 MW et Chandoline 120 MW), dont la production en 2013 est de 2 179 GWh, soit 5,5 % de la production hydroélectrique du pays[7].
- Limmern (1 000 MW en pompage-turbinage).
- Émosson, sur la frontière avec la France (le barrage d'Émosson est en Suisse et les centrales en France), dont la production est partagée par moitié entre les deux pays : 205 GWh à Châtelard-Vallorcine et 207,5 GWh à La Bâtiaz (parts suisses).
- Mauvoisin.

Les mises en service de l'année 2022 (nouvelles centrales et extensions de centrales existantes) ont ajouté 88,5 GWh de productible (production moyenne escomptée) et 948 MW de puissance maximale disponible ; le principal ajout est la centrale de pompage-turbinage du Nant de Drance (900 MW). Les centrales hydroélectriques en construction fin 2022 totalisent 117 MW de puissance et 96,5 GWh de productible (hors production issue du pompage).
La centrale souterraine du Nant de Drance, construite de 2008 à 2022 par Alpiq et les CFF entre le lac du Vieux Émosson et le lac d'Émosson, a une puissance installée de 900 MW.

### Centrales nucléaires
Depuis 1969, la Suisse utilise commercialement l'énergie nucléaire pour produire de l'électricité. Le pays dispose de cinq réacteurs nucléaires situés dans quatre centrales nucléaires. Elles utilisent les eaux de l'Aar pour le refroidissement à l'exception de la centrale de Leibstadt située sur le Rhin juste après la confluence avec l'Aar.
Les cinq réacteurs nucléaires suisses produisent quasi essentiellement de l'électricité. Les centrales de Gösgen et de Beznau ont fourni de la chaleur au réseau régional Refuna de chaleur à distance ainsi qu'à deux entreprises industrielles voisines. Cependant, l'énergie fournie sur ces réseaux de chaleur est très faible par rapport à l'énergie fournie au réseau électrique, qu'elle a réduit de 77,2 GWh seulement.
Ces centrales ont été mises en service entre 1969 et 1984. Des projets pour la construction d'autres centrales ont existé. Des centrales à Kaiseraugst et Graben bénéficiaient de certaines des autorisations requises mais les projets ont été abandonnés. Des projets de centrales ont aussi vu le jour à Verbois, Inwil et Rüthi. En juin 2008, le groupe Atel annonce avoir déposé, auprès de l'Office fédéral de l'énergie une demande de construction d'un site à proximité de celui de Gösgen, ce site aurait une puissance de 1 600 MW.
À plusieurs reprises, les Suisses se sont exprimés par votation populaire au sujet des centrales nucléaires. Le 23 septembre 1990, le peuple rejette l'initiative intitulée Pour un abandon progressif de l'énergie atomique, avec 52,9 % de non. Le même jour la votation sur l'initiative populaire « Halte à la construction de centrales nucléaires (moratoire) » est acceptée avec 54,5 % de oui. Cette votation aboutit au gel des autorisations de construction de centrales nucléaires en Suisse, pour une durée de dix ans.
Le 18 mai 2003, deux votations populaires sont rejetées, Sortir du nucléaire par 66,3 % de non et Moratoire-plus par 58,4 % des votants.
Le 27 novembre 2016, l’initiative populaire « Pour la sortie programmée de l'énergie nucléaire », défendue par les Verts et soutenue par les partis de gauche, a été rejetée par 54,23 % des voix contre 45,77 % et par 20 cantons sur 26 ; elle proposait de limiter à quarante-cinq ans la durée de vie d’un réacteur, ce qui aurait entrainé la fermeture de trois des cinq réacteurs dès 2017.
Depuis 1979, le peuple suisse a, sur le plan fédéral ou cantonal, voté seize fois sur le nucléaire. Il n'a jamais soutenu une initiative exigeant l'abandon de cette technologie ou la fermeture d'une centrale. En 1990, il a néanmoins approuvé, par 54,5 % de oui et 22 cantons, un moratoire de dix ans sur la construction de nouveaux réacteurs, moratoire qu'il a refusé de prolonger en 2003, par 58,4 % de non et 24 cantons. Bâle-Ville, Bâle-Campagne, Genève, Neuchâtel, Vaud et le Jura sont les cantons les plus antinucléaires. En 2017, la population approuve un projet de loi qui prévoit la sortie du nucléaire au profit des énergies renouvelables.

### Centrales thermiques
En 2022, sur les 63,5 TWh d'électricité produits dans le pays, 2 TWh l'ont été par des centrales thermiques et des centrales chaleur-force, dont 1,1 TWh renouvelable, soit 1,7 %, et 0,9 TWh non renouvelable, soit 1,4 %. Cette production dite thermique correspond à l'électricité produite à partir d'agents fossiles ou biogènes (produits pétroliers, charbon, gaz, ordures ménagères ...). Parmi les installations thermiques de production d'électricité, les installations dites de couplage chaleur-force (CCF) ou cogénération sont des installations qui, par la combustion d'un agent énergétique, produisent conjointement chaleur et électricité. Pour être considérées comme telles, ces installations doivent convertir au moins 5 % de l'énergie absorbée en électricité et avoir un rendement global (chaleur et électricité) d'au moins 60 %.
En 2021, la production d'électricité thermique a été assurée par :
- les centrales d'incinération des ordures :
  - sans couplage chaleur-force : 1 608 GWh ;
  - avec couplage chaleur-force : 617 GWh ;
- l'industrie : 272 GWh (installations chaleur-force > 1 MWe) ;
- les petites installations chaleur-force : 551 GWh ;
- les centrales de chauffage à distance : 737 GWh ;
- divers : 11 GWh.

Au total : 3 796 GWh, dont 2 066 GWh d'énergies renouvelables (la production à partir d'ordures est considérée comme renouvelable à 50 %).

### Évolution historique

#### Hydraulique, nucléaire et fossile
Pour des raisons techniques, il est temporairement impossible d'afficher le graphique qui aurait dû être présenté ici.

#### Autres renouvelables
Pour des raisons techniques, il est temporairement impossible d'afficher le graphique qui aurait dû être présenté ici.

L'Agence internationale de l'énergie estime la pénétration théorique du solaire photovoltaïque à 11,2 % de la consommation totale d'électricité à la fin de 2023 ; cette estimation est fondée sur la puissance installée au 31 décembre 2023, donc supérieure à la production réelle de l'année. Seuls dix pays ont une part d'électricité solaire plus élevée : l'Espagne (21,1 %), les Pays-Bas (20,5 %), le Chili (19,5 %), la Grèce (17,8 %), l'Australie (15,2 %), Israël (15,0 %), l'Allemagne (14,4 %), la Pologne (11,8 %), le Japon (11,7 %) et la Belgique (11,6 %).

## Transport
Le réseau des lignes à très haute tension (200 à 380 kV) mesure environ 7 250 kilomètres. Ce réseau assure la liaison avec le réseau européen d’interconnexion, il a aussi pour but le transport interrégional d'électricité. Le réseau global des lignes aériennes d'une tension comprise entre 16 et 380 kV représente environ 76 000 kilomètres.
Les principaux acteurs du secteur de l'électricité sont Alpiq, Axpo, BKW Energie et Repower. Depuis 2013, la gestion du réseau dépend entièrement de Swissgrid,.
Il existe aussi un réseau électrique d'interconnexion propre aux chemins de fer, fonctionnant sous une tension de 132 kV il mesure environ 1 600 kilomètres.

## Importation et exportation
La Suisse réalise des échanges internationaux avec tous ses pays frontaliers, soit l'Allemagne, l'Autriche, la France et l'Italie. Globalement, elle importe d'Allemagne (solde physique net importateur de 15,2 TWh en 2022), d'Autriche (3,9 TWh) et de France (3,7 TWh) et exporte massivement vers l'Italie (solde net exportateur de 19,4 TWh),. Les flux en importation et en exportation sont variables selon la période de l'année et le moment de la journée ; de manière générale, la Suisse exporte en été (de mai à septembre) et importe en hiver (d'octobre à avril). En 2022, elle a importé 33,1 TWh et exporté 29,7 TWh.
En 2022, le solde des échanges internationaux d'électricité de la Suisse a été bénéficiaire de 71 millions de CHF. Les  recettes des exportations commerciales d’électricité ont atteint 8 420 millions de francs (26,69 ct./kWh), pour des dépenses d’importation commerciale de 8 349 millions de francs (23,42 ct./kWh).

## Bilan électrique
En 2022, la production brute d'électricité de la Suisse a été de 63 504 GWh. Après déduction de la consommation des centrales de pompage-turbinage, sa production nette est de 57 937 GWh ; avec ses importations physiques de 33 117 GWh, le total injecté dans le réseau atteint 91 054 GWh, dont 29 734 GWh ont été exportés, laissant 61 320 GWh pour la consommation intérieure, dont 4 290 GWh dissipés dans les pertes de réseaux. Il reste ainsi 57 030 GWh de consommation finale.

## Consommation
La consommation finale d'électricité représente 26,8 % de la consommation finale totale du pays en 2022, pour un total de 57 030 GWh, soit 205 308 TJ.
| Énergie                         | 1950 | 1960 | 1970 | 1980 | 1990 | 2000 | 2010 | 2020 | 2021 | 2022 |
| Consommation totale [TWh]       | 9,6  | 15,9 | 25,1 | 35,3 | 46,6 | 52,4 | 59,8 | 55,7 | 58,1 | 57,0 |
| Consommation par habitant [MWh] | 2,1  | 3,0  | 4,0  | 5,5  | 6,8  | 7,3  | 7,64 | 6,45 | 6,68 | 6,50 |

La consommation par habitant s'élève à 6 499 kWh en 2022, en baisse de 2,66 % par rapport à l'année précédente. Globalement, la consommation par habitant en Suisse a atteint un pic en 2006 (7 721 kWh) avant de stagner quelque peu jusqu'en 2011 puis de baisser graduellement dès lors.
La consommation d'électricité par habitant en Suisse a été en 2021 de 6 602 kWh, supérieure de 0,2 % à la consommation française (6 592 kWh), de 7,4 % à celle de l'Allemagne (6 147 kWh) et de 94 % à la moyenne mondiale (3,4 MWh).
La consommation finale d'électricité 2022 se répartissait en : 33,9 % pour les ménages (30,3 % en 2003) ; 1,7 % pour le secteur primaire (agriculture, horticulture, sylviculture, pêche) (1,8 % en 2003) ; 30,3 % pour le secteur secondaire (industrie, artisanat) (33,1 % en 2003) ; 25,3 % pour les services (26 % en 2003) ; 8,8 % pour les transports, dont chemins de fer : 5,2 % (y compris téléphériques, téléskis, trams, trolleys) ; mobilité électrique : 1,0 % ; éclairage public : 0,5 % ; autres transports : 2,0 % (tunnels, gares, poste).
L'OFEN dénombre 412 430 pompes à chaleur électriques installées à la fin 2022, dont la puissance totale est estimée à 1 512 MW et la consommation d'électricité en 2022 à 2 439 GWh pour une production de chaleur de 8 263 GWh.

## Cas des chemins de fer fédéraux
La Suisse est le pays au monde où le nombre de kilomètres parcourus par habitant est le plus important. Le réseau du pays est très développé notamment sur le plateau suisse, mais aussi avec des tunnels sous les Alpes. La principale société qui gère et exploite ce réseau sont les Chemins de fer fédéraux suisses (CFF). CFF Énergie est la filiale des CFF chargée de l'alimentation du réseau en courant de traction.
Les CFF est la principale entreprise ferroviaire de Suisse. Elle possède la majorité du réseau ferré du pays. Ce réseau ferré est très gourmand en électricité, une grande partie de l'électricité nécessaire à l'exploitation du réseau est produite dans des centrales hydroélectriques des CFF.

## Impact environnemental
Les émissions de CO2 dues à la combustion dans la production d'électricité et de chaleur s'élevait à 2,7 Mt d'équivalent CO2 en 2021, soit 7,8 % des émissions totales (34,8 Mt).